# Inscope21
inscope21 (* 13. Dezember 1994 in Stuttgart; bürgerlich Nicolas „Nico“ Lazaridis) ist ein deutscher Webvideoproduzent, der durch seine YouTube-Videos bekannt wurde.

## Allgemeines
Lazaridis erstellte seinen YouTube-Kanal am 9. Juni 2010. Dort lädt er jeden Mittwoch und Sonntag um 18 Uhr ein Comedy-Video hoch. Neben seinem Hauptkanal führt inscope21 seit dem 6. Juli 2014 den Zweitkanal InscopeLifestyle, auf dem er Vlogs und sogenannte Realtalks hochlädt. In den Videos berichtet er von Geschichten aus seinem Leben oder diskutiert über aktuelle Themen. Seit Anfang 2020 ist Lazaridis vermehrt auf der Livestreamplattform Twitch aktiv. Hier streamt er hauptsächlich Computerspiele, dennoch finden dort auch regelmäßig Talk-Formate oder Kochshows mit Gästen statt. Die Highlights dieser Streams werden auf den dafür geschaffenen Kanälen Getaildetreu und Ardyt in geschnittener Form hochgeladen.
Auf seinem Hauptkanal inscope21 erreichte er im Herbst 2015 eine Million Abonnenten, die Grenze von zwei Millionen Abonnenten wurde im Herbst 2018 überschritten. Derzeit (Stand April 2024) hat der Kanal mehr als 2,7 Millionen Abonnenten.
Im Animationsfilm Sing übernahm Lazaridis 2016 in der deutschen Fassung die Sprechrolle des Lance.
Der Radio-Jugendsender Dasding berichtete im Herbst 2019 über ein Instagram-Video, in dem inscope21 angeblich ein Gericht aus einem Babydelfin zubereiten wollte. Das Video entpuppte sich als Werbeaktion für den Bio-Lebensmittelhersteller followfish. Auf Instagram hatte Lazaridis Ende Januar 2022 etwa 2,1 Millionen Follower.
In der Schweiz zählte er 2018 zu einem der 10 beliebtesten und erfolgreichsten YouTuber der Deutschschweiz.
Lazaridis war zudem von 2015 bis 2021 Geschäftsführer der G-IN Fitness & Lifestyle GmbH, die unter anderem die Bosstransformation des Rappers Kollegah sowie das Modelabel OLA KALA vertreibt, welches ebenfalls Lazaridis gehört.
Die G-IN Fitness & Lifestyle GmbH ist am 22. Juli 2021 mit der G-IN GmbH verschmolzen und wurde am 2. August 2021 aufgelöst. Aus der G-IN GmbH ist Lazaridis am 2. August 2021 als Geschäftsführer ausgeschieden.
Im Mai 2022 wurde er Vater eines Sohnes. Mutter des Kindes ist die Influencerin Jennifer Saro.